# Alaerato
Alaerato is een geslacht van weekdieren uit de klasse van de Gastropoda (slakken).

## Soorten
- Alaerato amamioshima C. N. Cate, 1977
- Alaerato angistoma (Sowerby II, 1832)
- Alaerato angulifera (Sowerby II, 1859)
- Alaerato arbastoi Fehse, 2017
- Alaerato atomaria Fehse, 2017
- Alaerato bisinventa (Iredale, 1931)
- Alaerato elizabethae Fehse, 2013
- Alaerato fedosovi Fehse, 2018
- Alaerato fusconubecula Fehse, 2018
- Alaerato gallinacea (Hinds, 1844)
- Alaerato mactanica (T. Cossignani & V. Cossignani, 1997)
- Alaerato maestratii Fehse, 2018
- Alaerato palawanica (Fehse, 2011)
- Alaerato rafamatanantsoai Fehse, 2017
- Alaerato virginiae Fehse, 2013